# Sieh doch die Harlekine!

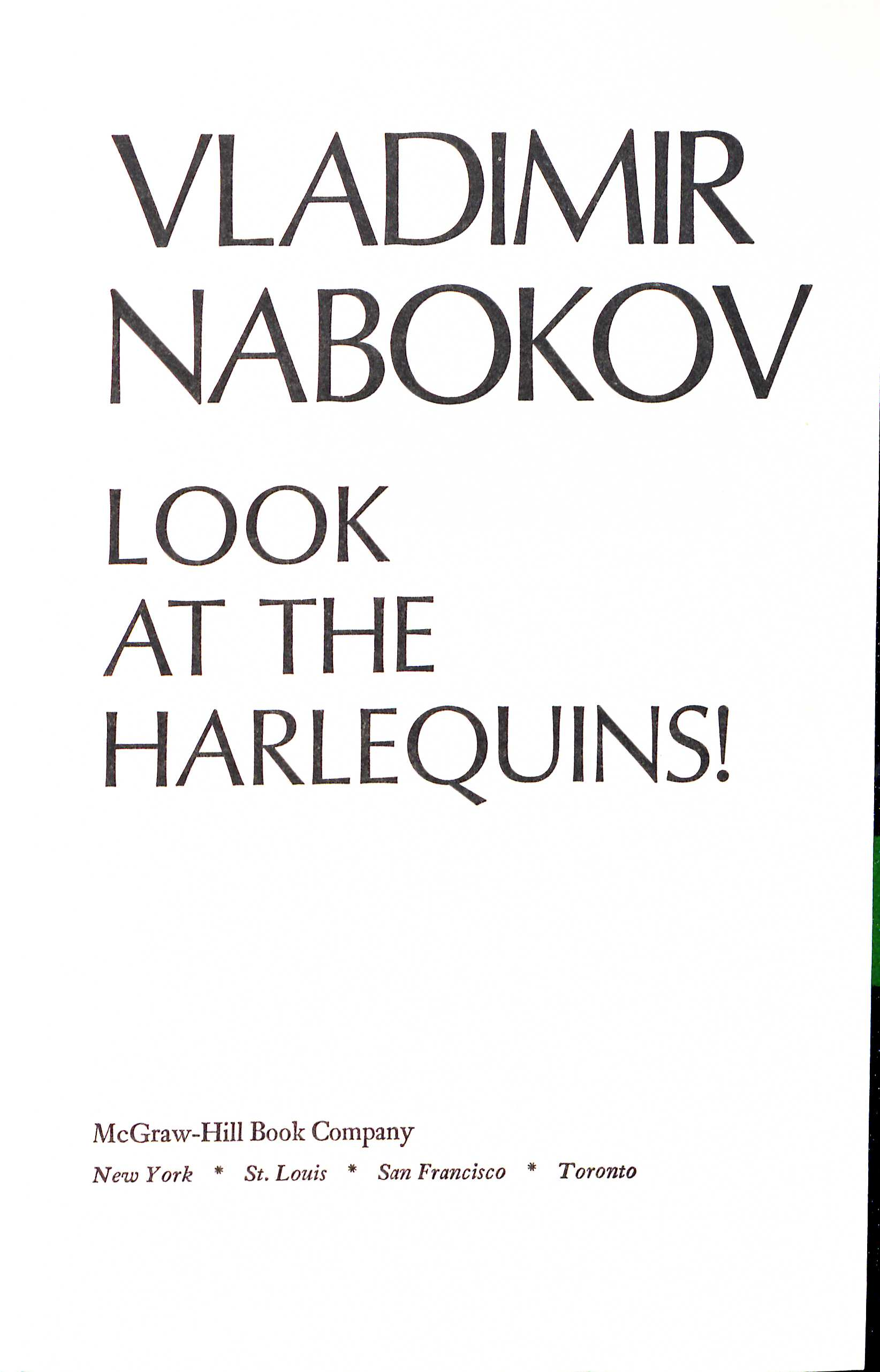
Titelblatt der amerikanischen Originalausgabe

Sieh doch die Harlekine! (engl. Originaltitel: Look at the Harlequins!) ist der letzte abgeschlossene Roman des russisch-amerikanischen Schriftstellers Vladimir Nabokov (1899–1977). Er erschien 1974 und stellt eine anspielungsreiche Parodie der Biographie des Verfassers dar.

## Entstehung
Nabokov verfasste Sieh doch die Harlekine! von Februar 1973 bis April 1974 im schweizerischen Montreux, wo er seit 1961 lebte, sowie in den italienischen Orten Cervia und Cortina d’Ampezzo, die er aus entomologischem Interesse besuchte. Anlass war die Lektüre seiner Biographie aus der Feder des amerikanischen Literaturwissenschaftlers Andrew Field, die dieser ihm als Typoskript zugesandt hatte. Nabokov war empört, dass sein Biograph, dem er lange vertraut hatte, nun „absurde Fehler, unmögliche Meinungen, Vulgaritäten und Erfindungen“ über ihn schrieb. Daher begann er nun selbst eine Lebensbeschreibung zu verfassen, die zahlreiche Irrtümer und Falschbehauptungen über ihn beinhaltete. Das Buch erschien im August 1974 im Verlag McGraw-Hill.

## Inhalt

### Handlung
Sieh doch die Harlekine! ist die fiktionale Autobiographie des Ich-Erzählers Fürst Vadim Vadimowitsch (der Nachname wird nie genannt), eines russisch-amerikanischen Schriftstellers. Sie umfasst die Jahre von 1899 bis etwa 1970 und fokussiert insbesondere das Liebesleben, die Krankengeschichte und die literarische Produktion Vadim Vadimowitschs, deren biographischen Hintergrund sie auszuleuchten beabsichtigt. Der Ich-Erzähler entstammt einer adligen russischen Familie. Seine unglückliche Kindheit wird überschattet vom frühen Tod seines Vaters und psychiatrischen Problemen, die ihn sein ganzes Leben hindurch begleiten. Er wächst zeitweise bei einer Großtante auf, die ihn ermuntert:

„‚Hör auf, Trübsal zu blasen […] Sieh doch die Harlekine!‘ ‚Was für Harlekine? Wo?‘ ‚Na, überall. Bäume sind Harlekine, Wörter sind Harlekine. […] Los doch! Spiel! Erfinde die Welt! Erfinde die Wirklichkeit!‘“

Vadim beherzigt diesen Rat und erfindet paradoxerweise die Großtante gleich selbst, wodurch er sich als unzuverlässiger Erzähler erweist: Wie viel von dem, was der Ich-Erzähler berichtet, der Leser für real, wie viel er für Irrtum, Imagination oder Lüge halten soll, wird nie ganz deutlich. Nach der Oktoberrevolution flieht er aus Russland und tötet bei seinem illegalen Grenzübertritt einen Soldaten der Roten Armee. Er geht nach Großbritannien, wo er von dem russischen Grafen Nikifor Nikodimowitsch Starov, der vielleicht sein leiblicher Vater ist, finanziell unterstützt wird. Im weiteren Verlauf des Romans finden sich Hinweise darauf, dass Starov auch der Vater der drei späteren Ehefrauen Vadim Vadimowitschs sein könnte, dieser also jedes Mal seine eigene Halbschwester heiratet. Er studiert am Trinity College in Cambridge und lernt während eines Urlaubs an der Côte d’Azur Iris Black kennen, die Schwester eines Kommilitonen. Die beiden verlieben sich ineinander. Vadim Vadimowitsch offenbart ihr eines seiner psychischen Probleme, das mit der Imagination von Raum und Zeit zu tun hat. Darauf macht er ihr einen Heiratsantrag, den sie annimmt. Das Paar übersiedelt nach Paris, wo Vadim sich als russischsprachiger Schriftsteller etabliert. Nach einigen Jahren wird Iris von dem weißgardistischen Leutnant Starov-Blagidse, anscheinend einem weiteren Kind des Grafen Starov, ermordet. Mit ihm hatte Iris eine ehebrecherische Beziehung.
Einige Jahre später heiratet Vadim Annette Blagovo, die seine Romane ins Reine tippt. Auch ihr gesteht er seine Schwierigkeiten mit dem räumlichen Vorstellungsvermögen. Sie siedeln in die Vereinigten Staaten über, wo er Professor für Literatur an einer Universität an der Ostküste wird. Vadim Vadimowitsch schreibt von nun an seine Romane auf Englisch. 1942 wird seine Tochter Isabel („Bel“) geboren. Er beginnt eine Affäre mit Dolly von Borg, die er dreizehn Jahre zuvor als Elfjährige in Paris kennengelernt hatte. Seine Frau verlässt ihn daraufhin. Sie kommt bei einem Wirbelsturm ums Leben. Vadim Vadimowitsch entwickelt ein erotisches Interesse an seiner präpubertären Tochter, mit der er quer durch die USA reist. Um dem nicht nachzugeben, heiratet er seine ehemalige Geliebte Louise Adamson. Auch ihr gesteht er vorher sein psychiatrisches Problem. Bel wird in ein Internat in der Schweiz gegeben. Vadim Vadimowitsch veröffentlicht einen Bestseller, was ihm erlaubt, seine Tätigkeit als Hochschullehrer zu beenden. Bel hat mittlerweile einen politisch weit links stehenden Amerikaner geheiratet und ist mit ihm in die Sowjetunion übersiedelt. Als Vadim Vadimowitsch erfährt, dass das Paar dort in Schwierigkeiten geraten ist, reist er unter konspirativen Umständen nach Leningrad, kann seine Tochter aber nicht finden. Zurück in den USA, verliebt er sich in eine junge Frau, die auf den Tag genauso alt ist wie seine Tochter. Mit ihr, die im Roman immer nur mit „du“ angesprochen wird, übersiedelt er ins Tessin. Als er auch ihr seine Schwierigkeiten mit der gedanklichen Orientierung im Raum gesteht, erklärt sie ihm, dass sein Problem auf einer Verwechslung von Raum und Zeit beruhe. – Seine Frau willigt in die Scheidung ein, doch bevor Vadim Vadimowitsch erneut heiraten kann, erleidet er eine weitere psychiatrische Krise und schreibt daraufhin den Roman Sieh doch die Harlekine!. Der Roman endet mit einem Dialog, den Vadim Vadimowitsch vom Krankenbett aus mit „du“ führt, der aber abbricht, weil er einschläft und stirbt. Damit verstößt der Roman gegen die in ihm selbst zitierte literarische Regel, dass der Ich-Erzähler im Roman nicht sterben darf.

### Biographische Parallelen
Nabokov lässt seinen Ich-Erzähler ein Leben führen, das in wesentlichen Stationen dem seinen gleicht: Geburt 1899 in Sankt Petersburg, Flucht vor den Bolschewiki, Schriftstellerei zunächst in russischer, dann in englischer Sprache, Aufenthalt in Paris, Lehrtätigkeit an einer amerikanischen Universität, die er nach einem Bestsellererfolg aufgab (Nabokov schrieb Lolita, Vadim Vadimowitsch schreibt Ein Schloss am Meer, was eine Zeit lang der Arbeitstitel von Lolita gewesen war), Übersiedlung in die Schweiz. Weitere Hinweise auf eine Identität von Autor und Protagonist sind dessen Spitznamen „McNab“ und „Vivian“ – Vivian Darkbloom ist der anagrammatische Name, den Nabokov für den fiktiven Herausgeber seiner Lolita wählte. Vadim Vadimowitsch veröffentlicht seine russischsprachigen Romane unter dem Pseudonym V. Irisin, Nabokow die seinen als V. Sirin.
Dennoch wird deutlich, dass beide nicht identisch sind. Der Roman beginnt mit einem fiktionalen Verlagshinweis „Weitere Bücher des Erzählers“ (signifikanterweise nicht des Autors, denn das ist ja Nabokov), die sich als humorvolle Varianten der echten Romane Nabokovs erweisen: Vadim Vadimowitschs Bauer schlägt Dame etwa entspricht Nabokows König Dame Bube zusammen mit seinem Schachroman Lushins Verteidigung; das fiktionale Gabe an das Vaterland mit dem Nebentitel Wagnis ist ein Wortspiel mit dem realen Roman Die Gabe, dessen russischer Originaltitel Дар Dar dem englischen dare („Wagnis“) ähnelt. Der rätselhaft scheinende Titel Siehe unter Wahr ergibt Sinn, wenn man weiß, dass Nabokovs erster englischsprachiger Roman Das wahre Leben des Sebastian Knight in Bibliothekskatalogen häufig unter Sebastian Knight gesucht wurde, wo man dann auf den Verweis Siehe unter Wahr stieß. Vadim Vadimowitsch wird zudem immer wieder von der vagen Ahnung gequält, dass er nur eine Parodie, eine schwache Variante eines weit begabteren und grausameren russisch-amerikanischen Schriftstellers sein könnte. An einer Stelle verwechselt eine Romanfigur Vadim Vadimowitsch mit seinem Verfasser: Er beglückwünscht ihn zu zwei von dessen Büchern und erinnert sich, ihn als Kind mit seinem Bruder und beiden Eltern in einer Loge der Oper von Sankt Petersburg gesehen zu haben: Vadim Vadimowitsch muss klarstellen, dass seine Bücher anders heißen und er als Halbwaise und Einzelkind nie mit Vater und Bruder ausgegangen ist.
Schlagend sind schließlich die Unterschiede, die Nabokov zwischen seinem eigenen Leben und dem seines Protagonisten markiert: So stammte er selbst zwar aus einer hochgestellten, nicht aber, wie sein Biograph Andrew Field kolportierte, aus einer adligen Familie. Seine Kindheit war, anders als die seines Protagonisten, ausgesprochen glücklich. Auch hatte Nabokov bei seiner Ausreise aus Sowjetrussland keinen Mord begangen. Diese Episode parodiert vielmehr eigene Werke Nabokovs, etwa Das Bastardzeichen und Fahles Feuer. Die inzestuöse Beziehung, die Vadim Vadimowitsch zu seiner minderjährigen Tochter pflegt, ist schließlich ein satirisches Echo auf die naiv-biographistische Lesart der Lolita, die Nabokov unterstellte, er empfinde ganz ähnlich wie sein pädophiler Ich-Erzähler Humbert Humbert oder mache sich vergleichbarer Verbrechen schuldig. Nabokov war im Unterschied zu dem polygamen Vadim Vadimowitsch nur einmal verheiratet. Der Titel des Romans enthält eine diskrete Anspielung auf das erste Treffen mit seiner späteren Frau Véra im Jahr 1920. Ihr ist der Roman, wie alle Bücher Nabokovs, gewidmet. Der deutsche Anglist Herbert Grabes sieht in der Polemik gegen biographistische Deutungen von Literatur die zentrale Pointe des Romans: Wenn Vadim Vadimowitsch ähnliche Romane schreibt wie Nabokov, aber ein gänzlich anderes Privatleben führt, dann lassen sich literarische Werke nicht aus den biographischen Details ihrer Verfasser erklären.

## Rezeption
Sieh doch die Harlekine! wurde von der Kritik zumeist negativ aufgenommen: Es sei narzisstisch, solipsistisch und insgesamt enttäuschend. Richard Poirer kommt in der New York Times bei seinem Vergleich mit Auf der Suche nach der verlorenen Zeit und Ein Porträt des Künstlers als junger Mann zu dem Ergebnis, dass Nabokov, anders als Marcel Proust und James Joyce, sein Alter Ego nie nutze, um seine eigene Identität ernsthaft in Frage zu stellen. Es bleibe bei einem oft amüsanten Spiel mit Anspielungen aufs eigene Leben und Werk. Andreas Isenschmid nennt Sieh doch die Harlekine! in der Zeit „Nabokovs unvergnüglichsten Roman“ und lobt stattdessen die kluge Kommentierung des Herausgebers Dieter E. Zimmer.
Der Literaturwissenschaftler Carl Carsten Springer urteilt dagegen, dass Nabokov in Sieh doch die Harlekine! absichtlich unoriginell schreibe. Mit den Mitteln der Selbstreflexion und Selbstparodie würfle er seine bisherigen Themen und Motive (insbesondere das Verhältnis von Kunst und Leben) meisterlich durcheinander und schaffe so ein postmodernes Kunstwerk.

## Ausgaben
Englisch:
- Look at the Harlequins! McGraw-Hills, New York 1974, ISBN 978-0-07-045738-6
- Look at the Harlequins! (Taschenbuch) Vintage 1990, ISBN 978-0-679-72728-6
- Novels, 1969-1974. Ada, Transparent Things, Look at the Harlequins! Library of America, New York 1996, ISBN 978-1-883011-20-8
- Look at the Harlequins! (Taschenbuch) Penguin Classics, London 2012, ISBN 978-0-14-119715-9

Deutsch:
- Sieh doch die Harlekins! Deutsch von Uwe Friesel. Rowohlt, Reinbek 1979 ISBN 978-3-498-04618-7[23]
- Sieh doch die Harlekine! Deutsch von Uwe Friesel. In: Durchsichtige Dinge. Sieh doch die Harlekine! Späte Romane. (=Vladimir Nabokov: Gesammelte Werke. Hrsg. von Dieter E. Zimmer, Bd. XII). Rowohlt, Reinbek 2002, ISBN 3-498-04650-0, Text S. 171–500; Nachwort und Apparat S. 501–546